# Дедеруй
Дедеруй — деревня в Косинском районе Пермского края. Входит в состав Левичанского сельского поселения. Располагается юго-восточнее районного центра, села Коса. Расстояние до районного центра составляет 24 км. По данным Всероссийской переписи населения 2010 года, в деревне проживало 8 человек (4 мужчины и 4 женщины).

## История
До Октябрьской революции населённый пункт Дедеруй входил в состав Косинской волости, а в 1927 году — в состав Левичевского сельсовета. По данным переписи населения 1926 года, в деревне насчитывалось 7 хозяйств, проживало 35 человек (16 мужчин и 19 женщин). Преобладающая национальность — коми-пермяки.
В 1929 году деревня Дедеруй вошла в Левичанский колхоз имени Сталина.
По данным на 1 июля 1963 года, в деревне проживало 30 человек. Населённый пункт входил в состав Левичанского сельсовета.